# Георги Динишев
Георги Динишев (Денишев) Наков е български революционер, деец на Вътрешната македонска революционна организация и Вътрешна македонска революционна организация (обединена).

## Биография
Георги Динишев е роден в 1899 година кукушкото село Долни Тодорак, тогава в Османската империя, днес в Гърция. Присъединява се към ВМРО и е секретар на Кукушката чета, но по-късно под натиска на Иван Михайлов е осъден на смърт от организацията. Сприятелява се с поета Христо Смирненски и попада под влияние на левите идеи. През 1924 година е делегат от Кукушката околия на Солунския конгрес на организацията. През 1925 година е съден заедно с Евтим Цеков за връзки с федералистите. По късно преминава към левичарската ВМРО (обединена). Брат е на Иван Динишев Наков, подсъдим по процеса срещу ВМРО (обединена). През Втората световна война е участник в комунистическата съпротива. През 1944 година подписва Апела към македонците в България. Влиза във временното ръководство на Съюза на македонските емигрантски организации като секретар заедно с Борис Михов. Участва в заседанията за разпускането на СМЕО през 1947 година.
Умира през 1968 година в София.